# Itálie na Letních olympijských hrách 1968
Itálii na Letních olympijských hrách v roce 1968 v Mexiku reprezentovala výprava 167 sportovců (152 mužů a 15 žen) v 17 sportech.

## Medailisté
| Medaile | Jméno                                                                               | Sport             | Soutěž                             |
| ------- | ----------------------------------------------------------------------------------- | ----------------- | ---------------------------------- |
| Zlato   | Pierfranco Vianelli                                                                 | Cyklistika        | Muži silniční závod jednotlivců    |
| Zlato   | Klaus Dibiasi                                                                       | Skoky do vody     | Muži věž 10 m                      |
| Zlato   | Primo Baran Renzo Sambo Bruno Cipolla                                               | Veslování         | Muži dvojka s kormidelníkem        |
| Stříbro | Giordano Turrini                                                                    | Cyklistika        | Muži 1000 m sprint                 |
| Stříbro | Klaus Dibiasi                                                                       | Skoky do vody     | Muži prkno 3 m                     |
| Stříbro | Wladimiro Calarese Pier-Luigi Chicca Michele Maffei Rolando Rigoli Cesare Salvadori | Šerm              | Družstvo mužů šavle                |
| Stříbro | Romano Garagnani                                                                    | Sportovní střelba | Muži skeet                         |
| Bronz   | Eddy Ottoz                                                                          | Atletika          | Muži 110 m překážek                |
| Bronz   | Giuseppe Gentile                                                                    | Atletika          | Muži trojskok                      |
| Bronz   | Giorgio Bambini                                                                     | Box               | Muži váha těžká do 81 kg           |
| Bronz   | Lorenzo Bosisio Cipriano Chemello Giorgio Morbiato Luigi Roncaglia                  | Cyklistika        | Družstvo mužů 4000 m stíhací závod |
| Bronz   | Giovanni Bramucci Vittorio Marcelli Mauro Simonetti Pierfranco Vianelli             | Cyklistika        | Družstvo mužů časovka              |
| Bronz   | Gianluigi Saccaro                                                                   | Šerm              | Muži kord                          |
| Bronz   | Abramo Albini Tullio Baraglia Renato Bosatta Pier Angelo Conti                      | Veslování         | Muži čtyřka bez kormidelníka       |
| Bronz   | Fabio Albarelli                                                                     | Jachting          | Muži třída Finn                    |
| Bronz   | Franco Cavallo Camillo Gargano                                                      | Jachting          | Muži třída Star                    |